# Apeadero de Guifões
El Apeadero de Guifões es una plataforma ferroviaria desactivada de la Línea de Leixões, que servía al complejo de oficinas de Custóias, en el ayuntamiento de Matosinhos, en Portugal.

## Historia
Este apeadero se encuentra en el tramo entre las Estaciones de Contumil y Leixões de la Línea de Leixões, que abrió a la explotación el 18 de septiembre de 1938.